# Kamentjanka
Kamentjanka (ryska: Каменчанка) är ett vattendrag i Belarus.   Det ligger i voblasten Vitsebsks voblast, i den nordöstra delen av landet, 180 km nordost om huvudstaden Minsk.
I omgivningarna runt Kamentjanka växer i huvudsak blandskog. Runt Kamentjanka är det glesbefolkat, med 16 invånare per kvadratkilometer.